# Андроник Дука Ангел
Андроник Дука Ангел (на старогръцки: Ἀνδρόνικος Δούκας Ἄγγελος, р. ок. 1130 – ум. между 1183 – 1185 г.) е византийски аристократ, внук на император Алексий I Комнин и баща на императорите Алексий III Ангел и Исаак II Ангел.
Андроник Дука Ангел е син на военачалника Константин Ангел и на византийската принцеса Теодора Комнина. Майката на Андроник е дъщеря на император Алексий I Комнин и на Ирина Дукина. Така Андроник е член на двете византийски императорски фамилии – Комнини и Ангелини.
През 1173 г. и 1183 г. Андроник Дука Ангел командва византийски войски в Мала Азия срещу селджукските турци.
От хрониката на Никита Хониат става ясно, че Андроник Дука Ангел е бил женен за жена на име Ефросина Кастамонитиса, племенница на Теодор Кастамонит, чиято фамилия не се споменава в историческите извори. От Ефросина Андроник Дука Ангел има няколко деца:
- Константин Ангел, севастократор 1185
- Йоан Ангел, севастократор
- Алексий III Ангел, византийски император
- Михаил Ангел, ослепен 1184
- Теодор Ангел, ослепен 1184
- Исаак II Ангел, византийски император
- Ирина Ангелина, омъжена за Йоан Кантакузин
- Теодора Ангелина, омъжена за Конрад Монфератски